# شورش قبرس
شورش قبرس (انگلیسی: Cyprus mutiny)، در ۱۴ اوت ۱۸۲۹ در خلیج رشرش در نزدیکی بریتانیا سرزمین ون دیمن (در حال حاضر تاسمانی)، استرالیا بریتانیا رخ داد. محکومین بریتانیایی در استرالیا کشتی کشتی دو دکل قبرس را گرفت و او را به گوانگ‌ژوو، چین برد، جایی که او را غرق کردند و ادعا کردند که از کشتی دیگری غرق شده است. در بین راه، «قبرس» در اوج دوره ساکو هنگام ورود خارجی‌ها، اولین کشتی از استرالیا که این کار را انجام داد، از ژاپن بازدید کرد.